# 이적 (스포츠)
이적은 스포츠에서 선수들이 소속팀을 옮기는 것을 말한다. 일반적인 이적을 비롯해 자유이적, 임대이적, 트레이드 등 여러 종류가 있다.

## 축구
프로 축구에서 이적은 계약 중인 선수가 클럽 간에 이동할 때마다 취하는 조치이다. 한 협회 축구 클럽에서 다른 협회 축구 클럽으로 선수 등록을 이전하는 것을 말한다. 일반적으로 선수들은 이적 기간 동안 그리고 관리 기구에서 정한 규칙에 따라서만 이적할 수 있다(FIFA, 클럽 구매 및 판매를 규제하는 대륙 및 국가 기구의 요구 사항 충족). 협상된 이적료는 관심 있는 클럽에서 선수의 배타적 계약 플레이 권한을 소유한 클럽에 지급되는 합의된 금전적 보상이다. 선수가 한 클럽에서 다른 클럽으로 이동하면 선수와 새로운 대상 클럽이 모두 새로운 계약 조건에 대해 협상하는 동안 이전 계약이 종료된다(또는 이전에 개인 조건에 대해 상호 동의함). 이렇듯 이적료는 프로축구 선수의 계약 조기 종료에 대한 금전적 보상(기존 출전권을 보유한 구단에 지급)의 기능을 한다. 이적료는 선수의 현재 축구 능력, 미래 잠재력, 기존 계약 기간, 향후 지불해야 할 급여 금액(기존 계약의 남은 기간 내) 및 공급과 수요를 통해 경제적 균형에 동의하려는 클럽의 의지에 따라 결정된다.
축구에서의 이적은 팀이 기본적으로 기존 플레이어 계약을 거래하는 미국, 캐나다 및 호주 스포츠의 거래와 크게 다르다. 그러나 연봉 상한선 및 기타 재정적 문제를 완화하기 위해 메이저 리그 야구 및 내셔널 풋볼 리그와 같은 선수 대신 또는 선수와 함께 현금 또는 계약 의무를 사용할 수 있다. 그러나 드문 경우에 이적은 선수 거래와 유사한 방식으로 기능할 수 있다. 팀이 이적 수수료의 금전적 보상을 낮추기 위해 스왑 거래의 형태로 보상의 일부로 스쿼드의 다른 선수를 제공할 수 있기 때문이다.
FIFA에 따르면 2018년 1월부터 9월까지 남자 선수의 국제 이적은 총 71억 달러로 15,049건, 여자 선수의 국제 이적 금액은 493,235달러로 577건이었다.
대부분의 이적 활동은 유럽 여름 이적 기간(유럽 프리시즌 기간)에 진행되며, 해당 연도의 7월 1일에서 8월 31일 사이에 겹치며(두 날짜 포함) 시작일과 종료일에 약간의 차이가 있다. 각 국내리그. 눈에 띄는 이적은 1월 1일부터 31일까지의 유럽 겨울 이적 기간에도 발생한다. 특히, 이적 기간의 이적 마감일은 새로 이적한 선수의 등록을 성공적으로 수행하기 위해 구매 클럽의 국가 관할권에 전적으로 의존한다(전 세계 축구 클럽은 계약된 선수의 플레이 권한을 판매하는 데 동의할 수 있다). 해당 국가의 이적 시장이 아직 열려 있는 다른 클럽으로 언제든지 자유 계약 선수를 영입할 수 있다.

## 같이 보기
- 이적 시장
- 바이아웃 (스포츠)
- 임대 (스포츠)
- 트레이드 (스포츠)